# ジケテン
ジケテン (diketene) とは、ケテンが二量化して生じる有機化合物である。オキセタン環（酸素を1個含む四員環構造）を持つ。無色の液体で、500 ℃ 以上に加熱すると熱分解により単量体のケテンが再生する。有機合成試薬として用いられる。生体にとって有害である上に、空気と混合した状態で33℃以上になると爆発の恐れがあるなど反応性にも富むので、扱いには注意を要する。

## 生成、反応
ケテンやそのアルキル誘導体は、容易に二量化を起こしてジケテン化合物を与える。ジケテンやその誘導体はアルコールやアミンと反応してアセト酢酸エステルまたはアミドに変える（アセトアセチル化）。
アニリン誘導体と縮合した生成物は Knorrキノリン合成の基質となる。
ほか、尿素と反応して 6-メチルウラシルを与えるなど、さまざまな複素環合成で試薬として用いられる。